# Paula Juste Sánchez
Paula Juste Sánchez   (Lleida, 2 de juliol de 2003) és una nedadora catalana que va participar als Jocs Olímpics de París 2024.
Prové d'una família sense altres nedadors. Va començar a nedar als dos o tres anys al CN Lleida. El 2024 estudiava Finances i Comptabilitat a la Universitat Internacional de la Rioja.

## Trajectòria
Membre del CN Lleida des de ben jove, va començar a entrenar al Centre d'Alt Rendiment de Sant Cugat del Vallès el 2015, seleccionada per la Federació Catalana de Natació, juntament a Cristina Garcia i Roger Miret.
Al Campionat d'Espanya d'hivern de Sabadell del 2022 va guanyar en els 400 m estils, els 100 m i 200 m papallona i els 400 m lliures. El març del 2023 va ser tercera en la final dels 200 estils en el meeting d'Edimburg.
L'any de la seva consolidació va ser el 2024. Al meeting de Nimes del març va guanyar els 400 lliures. Al maig del 2024 va batre el rècord de Catalunya als 50 metres papallona. al trofeu Ciutat de Barcelona. Al campionat d'Espanya Open de Palma del juny del 2024 va establir un nou rècord d'Espanya dels 100 papallona amb un temps de 58,48 segons, rebaixant en 25 centèsimes la marca anterior del 2016. Amb aquesta marca va obtenir el passi per anar als Jocs Olímpics de París 2024 a competir amb el 4x200 lliures. El combinat espanyol va ser eliminat en la primera sèrie, després d'efectuar la segona pitjor marca dels 16 equips participants.